# Países Bajos en los Juegos Olímpicos de la Juventud 2018
Países Bajos compitió en los Juegos Olímpicos de la Juventud 2018 en Buenos Aires, Argentina, celebrados entre el 6 y el 18 de octubre de 2018. Su delegación obtuvo una medalla plateada y cinco medallas de bronce.

## Deportes

### Atletismo
| Atleta           | Evento       | Stage 1   | Stage 1  |
| Atleta           | Evento       | Distancia | Posición |
| ---------------- | ------------ | --------- | -------- |
| Alida Van Daalen | Discus Throw | 47'33     | 8        |

## Medallero
| Medalla       | Oro | Plata | Bronce | Total |
| ------------- | --- | ----- | ------ | ----- |
| Total oficial | 0   | 1     | 5      | 6     |

## Competidores
| Deporte   | Hombres | Mujeres | Total |
| --------- | ------- | ------- | ----- |
| Atletismo |         | 1       | 1     |